# Сборная Шри-Ланки по регби-7
Сборная Шри-Ланки по регби-7 (англ. Sri Lanka national rugby sevens team) — национальная сборная команда, представляющая Шри-Ланку на международных соревнованиях по регби-7. Является постоянной участницей Чемпионата Азии, Летних Азиатских игр, Игр Содружества и ежегодного турнира в Гонконге. Ежегодно выступает на правах хозяев на домашнем турнире, иногда включаемом в списки этапов чемпионата Азии по регби-7.

## Краткая история
Команда Шри-Ланки впервые заявила о себе на ежегодном турнире в Гонконге, где стала появляться в качестве постоянного участника с конца 1980-х годов. Так, в 1989 году британский регбийный телекомментатор Билл Макларен освещал турнир в Гонконге и упомянул игроков команды с фамилиями Котхалавала, Эканаяаке и Лакшантха.
Сборная Шри-Ланки никогда не выступала в финальных частях чемпионата мира и не проходила никогда квалификацию на Олимпийские игры. В то же время она является постоянной участницей Летних Азиатских игр и Игр Содружества. Высшим достижением на Азиатских играх является 4-е место, которое они занимали в 2014 и 2018 годах.
На Азиатских играх 2022 года, проходивших в 2023 году, команда выступала под нейтральным статусом из-за дисквалификации национальной регбийной ассоциации.

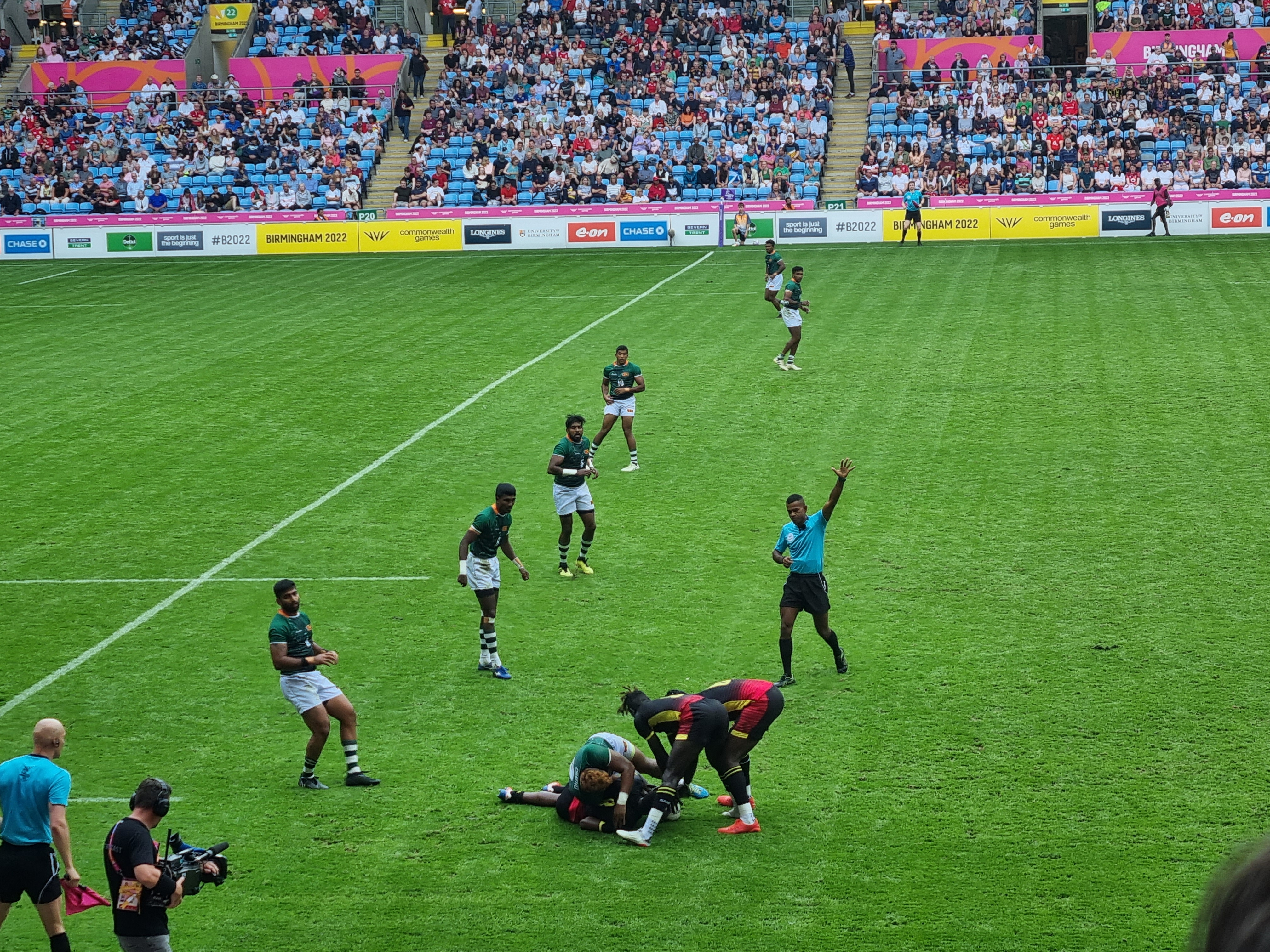
Поединок нейтральной команды (Шри-Ланки) и Уганды на Играх Содружества 2022

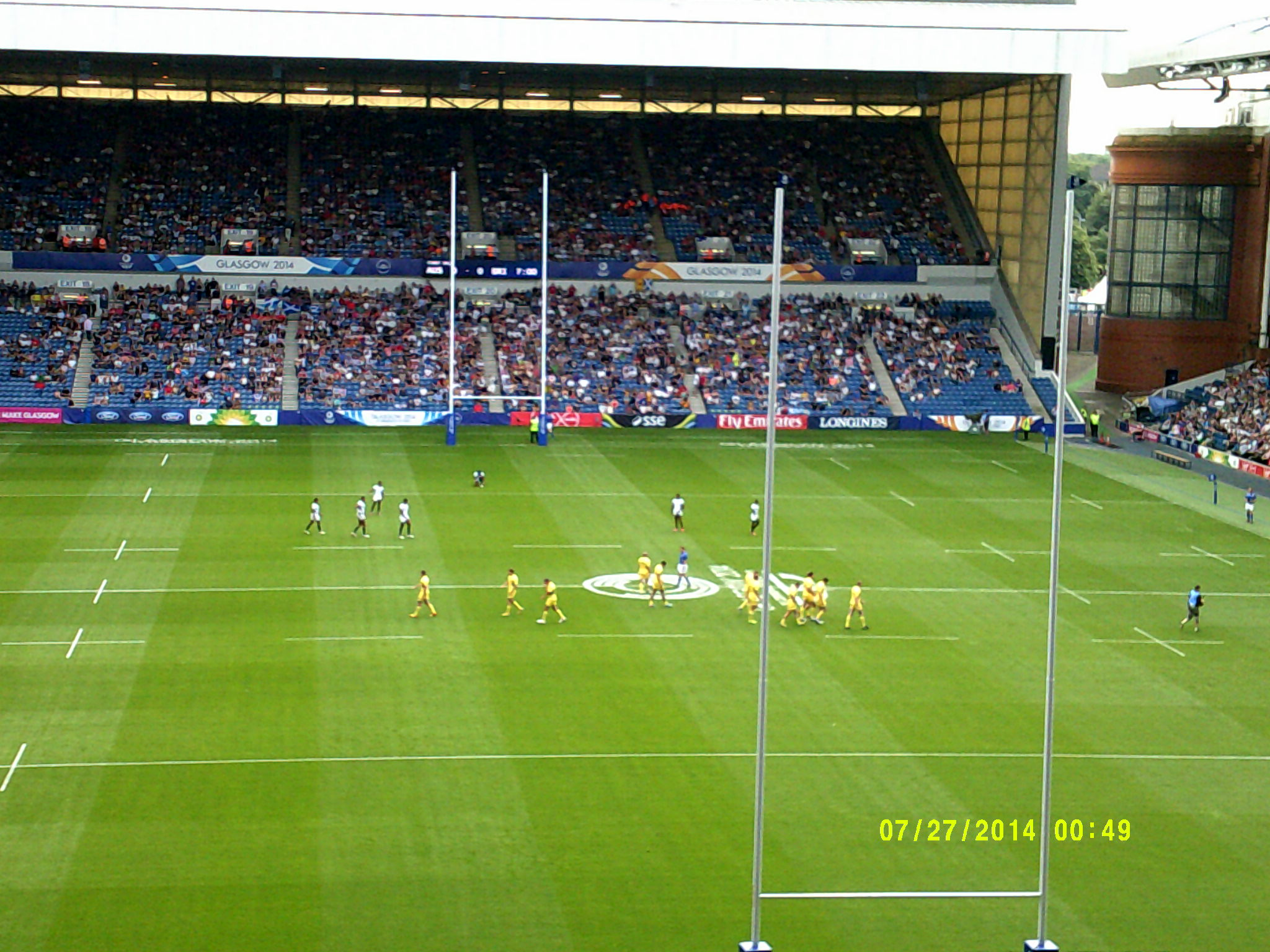
Поединок между Австралией и Шри-Ланкой на Играх Содружества 2014

## Составы

### Азиатские игры 2022[англ.]
Главный тренер — Фил Грининг. Заявка из 12 игроков оглашена 28 июля 2023 года после того, как были просмотрены кандидатуры 38 игроков:
- Тхаринда «Ашан» Ратватте[англ.]
- Адиша Уиратунга
- Чатхура Сеневиратхне
- Анджала Хеттиараччи
- Аакаш Мадушанка
- Динупа Сеневиратхне
- Гемуну Четхийя
- Дхаршана Дабаре
- Сринатх Соориябандара[англ.]
- Рамеш Фернанду
- Хешан Дженсен
- Адам Годер

### Игры Содружества 2022[англ.]
Главный тренер — Нилфер Ибрахайм.
1. Дилрукша Данге
2. Диккумбура, Сударака
3. Данша Чандрадас[англ.]
4. Митхун Хапугода
5. Равинду Хеттиараччи
6. Буддхима Кудаччиге
7. Кавинду Перера
8. Риза Раффаидин
9. Найджел Ратватте[англ.]
10. Тхаринда «Ашан» Ратватте[англ.]
11. Чатхура Сеневиратхне
12. Сринатх Соориябандара[англ.]
13. Адиша Уиратунга

### Игры Содружества 2014
- Шенал Диас
- Судхаршана Мутхутхантри
- Ануруддха Уилуара
- Лаванг Перера
- Данушка Ранджан
- Сандун Хератх
- Шехан Патхирана[англ.]
- Динуша Чатхуранга
- Ричард Дхармапала
- Фазил Мариджа[англ.]
- Сринатх Соориябандара[англ.]
- Митхун Хапугода

## Выступления

### Летние Олимпийские игры
| 2016  | не участвовала | не участвовала | не участвовала | не участвовала | не участвовала | не участвовала |
| 2020  | не участвовала | не участвовала | не участвовала | не участвовала | не участвовала | не участвовала |
| 2024  | не участвовала | не участвовала | не участвовала | не участвовала | не участвовала | не участвовала |
| Итого | 0 участий      | 0/0            | -              | -              | -              | -              |

### Азиатские игры
| 1998  | Групповой этап      | 7-е  | 3  | 0  | 3  | 0 |
| 2002  | Утешительный турнир | 6-е  | 4  | 1  | 3  | 0 |
| 2006  | Утешительный турнир | 6-е  | 3  | 1  | 2  | 0 |
| 2010  | Четвертьфинал       | 6-е  | 6  | 2  | 4  | 0 |
| 2014  | Полуфинал           | 4-е  | 6  | 3  | 3  | 0 |
| 2018  | Полуфинал           | 4-е  | 6  | 3  | 3  | 0 |
| 2022  | Утешительный турнир | 10-е | 6  | 3  | 3  | 0 |
| Итого | Полуфинал           | 7/7  | 34 | 13 | 21 | 0 |

### Игры Содружества
| Игры Содружества | Игры Содружества   | Игры Содружества | Игры Содружества | Игры Содружества | Игры Содружества | Игры Содружества |
| Год              | Этап               | Место            | И                | В                | П                | Н                |
| ---------------- | ------------------ | ---------------- | ---------------- | ---------------- | ---------------- | ---------------- |
| 1998             | Финал Тарелки      | 14-е             | 4                | 0                | 4                | 0                |
| 2002             | Четвертьфинал Чаши | 13-е             | 4                | 0                | 4                | 0                |
| 2006             | Четвертьфинал Чаши | 13-е             | 4                | 0                | 4                | 0                |
| 2010             | Четвертьфинал Чаши | 13-е             | 4                | 0                | 4                | 0                |
| 2014             | Финал Щита         | 13-е             | 6                | 2                | 4                | 0                |
| 2018             | Групповой этап     | 15-е             | 3                | 0                | 3                | 0                |
| 2022             | Матч за 13-е место | 14-е             | 6                | 1                | 5                | 0                |
| Итого            | 0 побед            | 7/7              | 31               | 3                | 28               | 0                |

### Другие турниры
В 1984 году Шри-Ланка выиграла Чашу (третий по статусу трофей) ежегодного турнира в Гонконге. Позже она принимала участие в розыгрышах гонконгского турнира в 2007, 2008, 2019 и 2014 годах, но не только ни разу не преодолела групповой этап, а ещё и проиграла все матчи в каждом из этих розыгрышей.
В 1991 году сборная Шри-Ланки выступила на турнире в Гонконге и Дубаи: на гонконгском турнире в первом же раунде плей-офф она проиграла сборной СССР со счётом 8:16. На турнире в ОАЭ она заняла 5-е место на групповом этапе среди шести команд.
В 2016 году Шри-Ланка впервые стала серебряным призёром чемпионата Азии), уступив по сумме трёх турниров сборной Гонконга.
На ежегодном домашнем турнире она завоёвывала Тарелку (второй по статусу трофей) в 2003, 2004 и 2005 годах. После изменения формата турнира она завоёвывала бронзовые медали в розыгрышах 2015 и 2017 годов.